# La scimitarra del Saraceno
La scimitarra del Saraceno è un film del 1959, diretto da Piero Pierotti.

## Trama
Il pirata Dragut durante una scorreria s'impadronisce di alcuni documenti segreti di Rodi inviati dalla Repubblica di Venezia e rapisce Bianca, la figlia del governatore dell'isola. Il governatore allora libera momentaneamente un carcerato di nome Diego con l'ordine di riportargli la figlia e i preziosi documenti. Diego riesce a farsi arruolare nella ciurma di Dragut, ma poi quando sta per riuscire nella missione viene scoperto e condannato a morire di fame e stenti nel deserto, dove poi viene salvato dalla regina Myriam. Intanto Bianca riesce a fuggire e raggiunge Diego.
Myriam ama Diego e sarebbe disposta ad aiutarlo contro Dragut, ma poi vede che questi è interessato a Bianca, quindi si unisce al pirata. I due capitani si scontrano in una battaglia navale in mare aperto.